# Flumpungar (musikalbum)
Flumpungar är en samlingsskiva med P-Nissarna. Den släpptes 2004 på CD. 

Låtarna 1-3 är från EPn Jugend. Låtarna 4-6 är från en EP som skulle släppas 1981 men som aldrig blev av. Låtarna 7-11 är live från Moraparken 1981. Låtarna 12-16 är från EP:n Världskrig III och låtarna 17-21 spelades in i deras replokal 1999.

## Låtförteckning
| Nr  | Titel               |  |
| --- | ------------------- |  |
| 1.  | Jugend              |  |
| 2.  | Plastic             |  |
| 3.  | Benzin              |  |
| 4.  | Star                |  |
| 5.  | Nåt För Oss         |  |
| 6.  | Flumpung            |  |
| 7.  | Ät Mitt Skit        |  |
| 8.  | Hur Fan Ska Det Gå  |  |
| 9.  | Old Sweden          |  |
| 10. | Vi Fixar Det Själva |  |
| 11. | Big Boots           |  |
| 12. | Slå                 |  |
| 13. | Världskrig III      |  |
| 14. | Fred & Anarki       |  |
| 15. | Våld Och Hat        |  |
| 16. | Massaker            |  |
| 17. | En Polismans Ord    |  |
| 18. | Ställ Er I Kön      |  |
| 19. | Du Trollar Med Mig  |  |
| 20. | Tittar Inte Bakåt   |  |
| 21. | 666                 |  |